# Dragon Teeth
Dragon Teeth ist ein Roman des amerikanischen Autors Michael Crichton, der 2017 posthum aus dessen Nachlass bei HarperCollins veröffentlicht wurde. 2018 erschien das Buch als Übersetzung von Klaus Berr in dem zur Verlagsgruppe Random House gehörenden Karl Blessing Verlag in München auf Deutsch.
Thematisch handelt es sich bei Dragon Teeth um einen Abenteuerroman, der die rivalisierenden Aktivitäten der Paläontologen Edward Drinker Cope und Othniel Charles Marsh im Rahmen der als Bone Wars populär gewordenen Auseinandersetzung gegen Ende des 19. Jahrhunderts aufgreift. Er baut dabei auf historisch reale Personen, Orte und Ereignisse auf und setzt diese in den Kontext eines Romans um den fiktionalen Expeditionsfotografen William Johnson.

## Inhalt

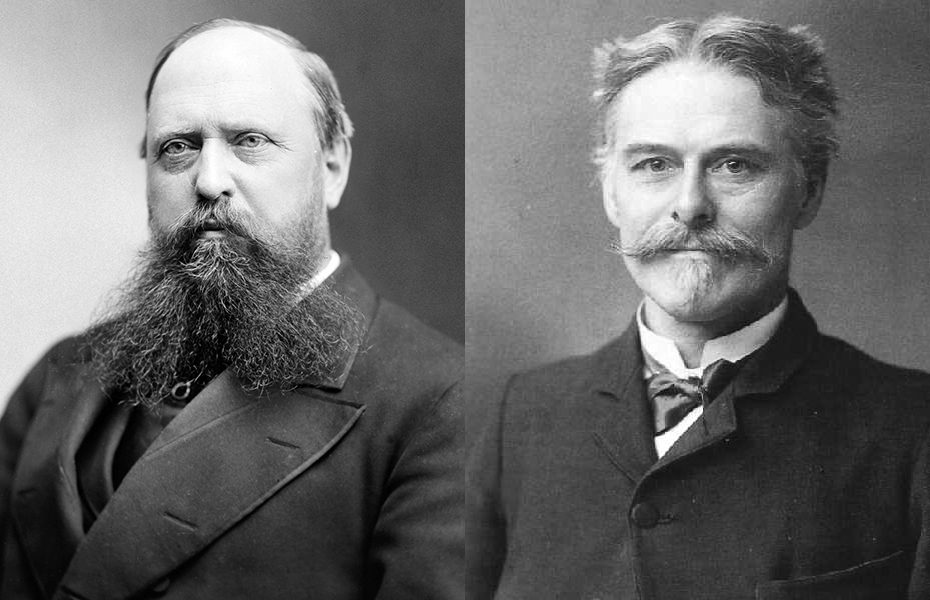
Die Rivalitäten der Paläontologen Othniel Charles Marsh (links) und Edward Drinker Cope (rechts) wurden als „Bone Wars“ bekannt und bilden den Hintergrund der Geschichte.

### Allgemeines und formaler Aufbau
Der Roman Dragon Teeth ist ein Abenteuerroman, der auf historisch reale Personen und Ereignisse aufbaut. Er ist nach einer kurzen Einleitung in drei inhaltliche Teile aufgeteilt, die zusätzlich in mehrere mit Überschriften bezeichnete Kapitel strukturiert sind:
- 1. Teil: Die Expedition in den Westen
- 2. Teil: Die vergessene Welt
- 3. Teil: Drachenzähne

Das gesamte Buch wird aus der Position eines allwissenden Erzählers in der Vergangenheitsform wiedergegeben. Die Geschichte und der Erzähler begleiten die Hauptperson William Johnson, einen Studenten aus Yale, der sich nach einer Wette einer geologischen Expedition des Professors Othniel Charles Marsh anschließt und mit diesem in den bis dahin noch unbesiedelten Westen der Vereinigten Staaten reist. Neben ihm und weiteren fiktiven Charakteren kommen mehrere reale Personen vor, denen Johnson auf seiner Reise begegnet und mit denen er interagiert. Dies sind vor allem die Paläontologen Marsh und Cope sowie Charles Hazelius Sternberg, der mit beiden gearbeitet hatte. Hinzu kommen der junge Schriftsteller Robert Louis Stevenson, der Gründer der Stadt Salt Lake City Brigham Young, der General der US Army Philip Sheridan, George Armstrong Custer, die Brüder Morgan und Wyatt Earp sowie die Revolverhelden „Wild Bill“ Hickok und Jack McCall.

### Handlung

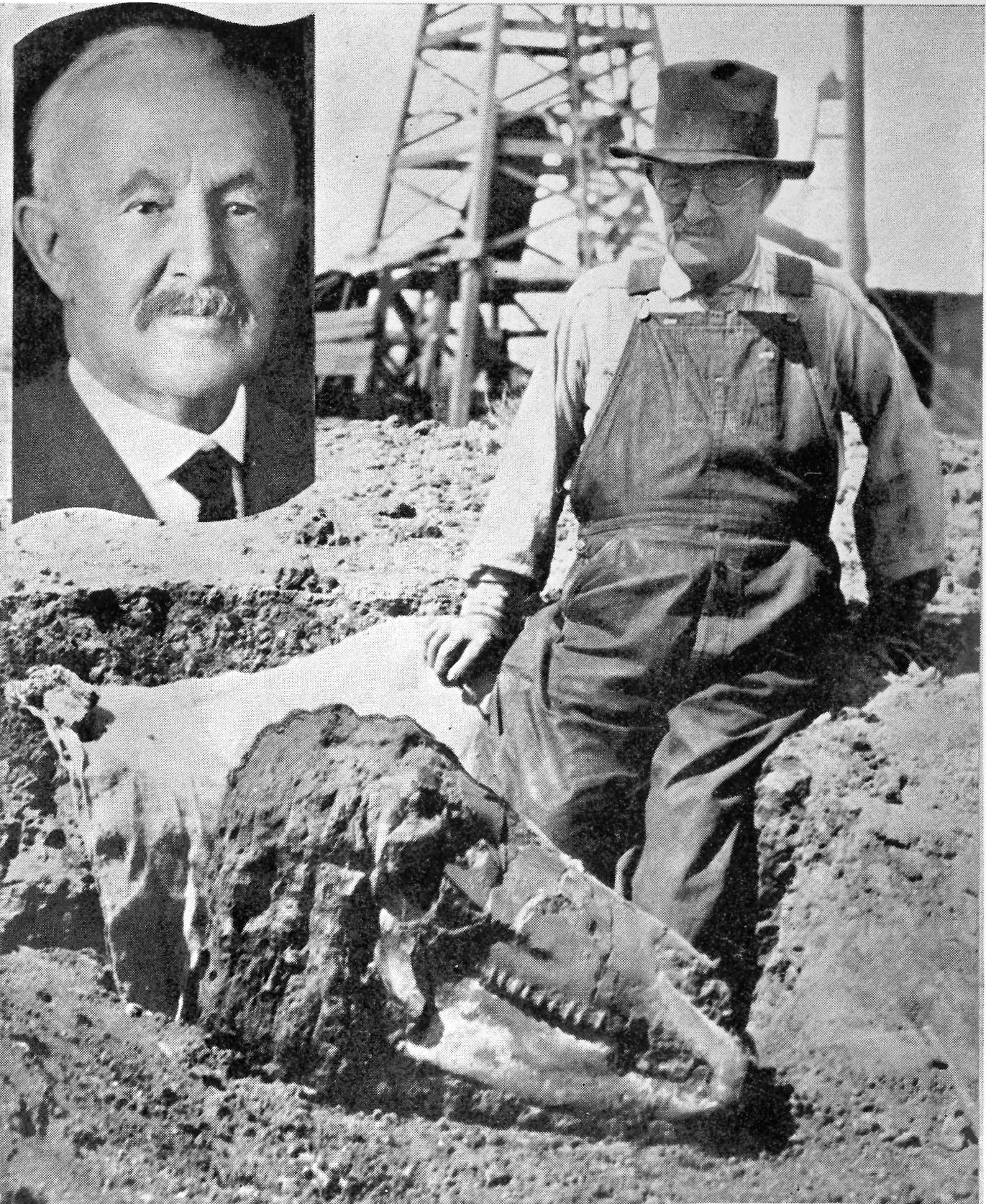
Charles Hazelius Sternberg gehört in dem Roman zur Expeditionsgruppe von Edward Drinker Cope.

Im Mittelpunkt des Romans steht der Yale-Student William Johnson, der seine Studienzeit hauptsächlich damit verbringt, Spaß zu haben und sich damit Ärger einzuhandeln. Aufgrund einer Wette mit einem Kommilitonen schließt er sich 1876 als Fotograf einer Expedition des Paläontologen Othniel Marsh an, der im Westen der Vereinigten Staaten nach Dinosaurierknochen suchen will. Die Region in Montana und Wyoming ist zu dieser Zeit geprägt durch Konflikte mit Indianern, die ihr Land gegen das Vordringen von weißen Siedlern und Goldgräbern verteidigen und dabei Krieg gegen die Armee der Vereinigten Staaten führen. Vor allem die Sioux unter der Führung des Kriegshäuptlings Sitting Bull befinden sich auf dem Kriegspfad und beherrschen die Prärieregionen, in denen Marsh nach Fossilien suchen will. Johnson schließt sich der Expedition trotz der Bedenken seiner Familie an, der extrem misstrauische Professor Marsh hält ihn jedoch für einen Spion seines Rivalen Edward Drinker Cope und behandelt ihn entsprechend argwöhnisch.
Nachdem die Expeditionsgruppe von Marsh bereits bis nach Cheyenne vorgedrungen ist, lässt dieser Johnson zurück. Er wird von Cope aufgesucht, der ihm anbietet, sich seiner Expedition anzuschließen. Johnson nimmt das Angebot an und reist gemeinsam mit Cope, dessen Assistent Sternberg und den restlichen Expeditionsteilnehmern weiter nach Westen über Salt Lake City bis Fort Benton am Missouri River im US-Bundesstaat Montana. Dort angekommen erfährt die Gruppe vom Ausgang der Schlacht am Little Bighorn, bei dem die Sioux unter der Führung von Sitting Bull vereint das 7. US-Kavallerie-Regiment unter Oberstleutnant George A. Custer vernichtend geschlagen haben und mehr als 300 Soldaten töteten. Trotz der Warnungen der Soldaten in Fort Benton beschließt Cope mit seiner Gruppe sowie dem indianischen Führer Little Big Wind und dem Koch Cookie weiter in die Prärie vorzudringen und im Judith-Becken nach Fossilien zu suchen. Nach einigen Zwischenfällen wie einem Zusammentreffen mit einer Army-Gruppe, die sie für Waffenschmuggler halten, sowie einer Stampede in einer Bisonherde, gelangen sie schließlich in das Ödland am Judith River, wo sie auf ein Wanderlager der Crow stoßen. Diese stehen ihnen anfänglich kritisch gegenüber, verhalten sich jedoch friedlich und lassen die Geologen schließlich in dem Gebiet graben.

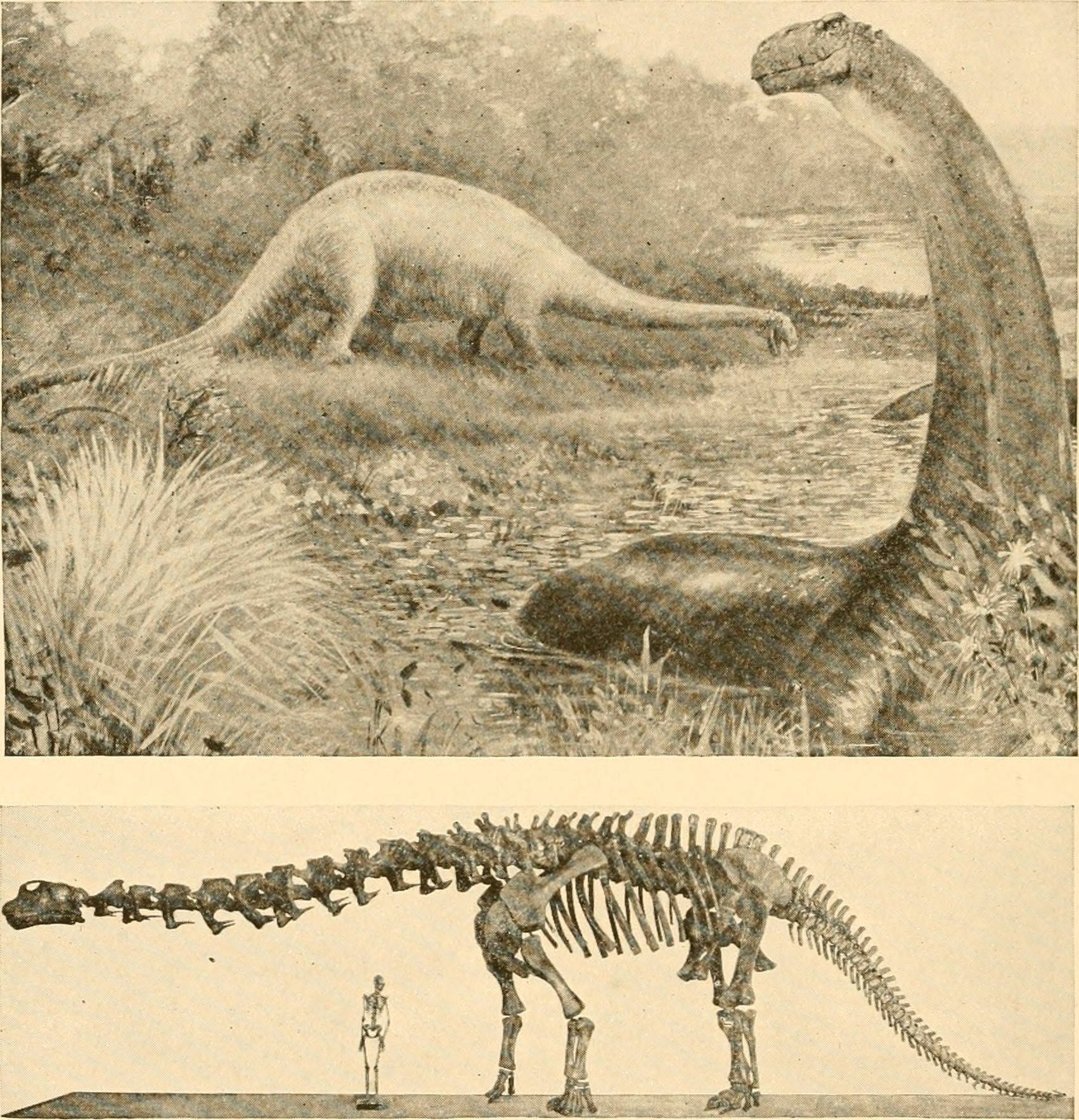
Der Fund der Zähne des Brontosaurus, der „Drachenzähne“, steht im Mittelpunkt des Romans.

Cope und seine Leute beginnen ihre Grabungsarbeiten und können relativ bald Fossilien von Dinosauriern und anderen Tiergruppen finden und ausgraben. Nach ein paar Tagen stellen Johnson und Little Big Wind fest, dass Professor Marsh der Gruppe nachstellt und das Trinkwasser ihrer Wasserquelle vergiftet hat. Darauf angesprochen beschließt Cope, Marsh zum Essen einzuladen und ihm dabei mit Hilfe eines gefälschten Schädels eine Falle zu stellen. Als Marsh auf die Finte hereinfällt und bei seinem Versuch ertappt wird, das Lager nachts zu betreten und den Schädel zu untersuchen, wird er von den Geologen gestellt und vertrieben. Cope dehnt seine Suche aus und begibt sich mit der Gruppe trotz weiterer Warnungen vor den nach Norden ziehenden Sioux in das Hochland, um auch dort zu graben. Kurz bevor sie ihr Lager abbauen wollen, macht Johnson gemeinsam mit Cope den bedeutendsten Fund der Expedition: riesige Zähne, die der Professor als die größten bekannten Dinosaurierzähne erkennt und sie dem bis dahin unbekannten Brontosaurus zuordnet. Kurz darauf verladen sie ihre Funde auf den Wagen und bringen eine Hälfte nach Cow Island zur Verschiffung, müssen jedoch die andere Hälfte für eine zweite Bergung zurücklassen. Da Sternberg erkrankt ist, bietet sich Johnson an, gemeinsam mit dem Studenten Toad sowie dem Kutscher Cookie und Little Big Wind die restlichen Kisten zu holen. Auf dem Weg werden sie von Cookie hintergangen, der gemeinsam mit Little Big Wind aus Angst vor den mittlerweile anhand von Rauchsäulen sichtbaren Sioux Johnson und Toad zurücklässt. Sowohl Cookie als auch die Studenten, zu denen Little Big Wind zurückkehrt, werden von den Sioux angegriffen. Cookie schafft es bis zu Copes Lager, stirbt dort jedoch an seinen Verwundungen. Cope geht davon aus, dass auch die anderen Teilnehmer der Bergung tot sind, und sendet ein entsprechendes Telegramm an Johnsons Vater.

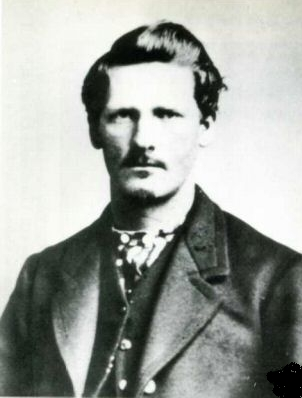
Wyatt Earp unterstützt Johnson bei seiner Flucht aus Deadwood und begleitet ihn und seine Fracht nach Cheyenne.

Little Big Wind zwingt bei der nächtlichen Verfolgung die Studenten dazu, mit dem vollgepackten Wagen über die Hochlandkante in das Ödland zu fahren und damit die Sioux abzuhängen. Toad wird getötet und sowohl Johnson wie auch Little Big Wind sind verletzt, die Sioux brechen die Verfolgung jedoch tatsächlich ab. Little Big Wind vermutet, dass sie diese erst am nächsten Tag wieder aufnehmen werden und treibt er Johnson an, mit dem Wagen nach Deadwood in South Dakota in die Black Hills zu fliehen, da diese Richtung für die Indianer am wenigsten vorhersehbar sei. Er selbst stirbt auf der Reise an seinen Verletzungen und Johnson erreicht den Goldgräberort verwundet mit seinem Wagen und den Leichen seiner beiden Begleiter. Aufgrund finanzieller Schwierigkeiten ist er gezwungen, mehrere Wochen in Deadwood zu bleiben und Geld als Fotograf zu verdienen. Dabei mehren sich die Gerüchte um seine vermeintlich wertvolle Fracht und er gerät in Konflikt mit einer Gruppe von Revolverhelden unter Führung von Black Dick Curry. Diese versuchen, ihn auszurauben und nachdem Johnson den Bruder von Black Dick bei einem Einbruch im Dunkeln erschießt, wird er von Black Dick zum Duell gefordert. Unter Anleitung von Wyatt Earp überlebt er das Duell und verwundet seinen Gegner, beschließt dann jedoch, Deadwood möglichst schnell zu verlassen. Dabei kann er Wyatt Earp und dessen Bruder Morgan als Eskorte engagieren. Wyatt Earp verlangt die Hälfte der Fossilien als Bezahlung, worauf Johnson schließlich eingeht. Wie vorhergesehen werden sie auf der Reise nach Cheyenne von Black Dick Curry überfallen, kommen dank der Earp-Brüder jedoch wohlbehalten an ihrem Ziel an.
In Cheyenne treffen sie erneut auf Marsh, der von Johnson und seinen Fossilien in Deadwood gehört hatte. Wyatt Earp bietet Marsh den Verkauf seiner Fossilien an, zögert diesen jedoch bei den Verhandlungen so lang heraus, bis Johnson die Fossilien gegen Steine austauschen kann. Die richtigen Fossilien bringt dieser nach Philadelphia schließlich zu Cope, um danach wieder nach Yale an die Universität zu gehen und seine Wettschulden einzutreiben.

## Hintergrund und Rezeption
Der Roman Dragon Teeth wurde von Michael Crichton bereits 1974 geschrieben, seine Witwe Sherri Crichton entdeckte das Frühwerk jedoch erst 2008 in dessen Nachlass und ließ es 2017 veröffentlichen. Damit schrieb ihn der amerikanische Autor bereits mehrere Jahre, bevor er den 1990 veröffentlichten Wissenschaftsthriller Jurassic Park verfasste. Obwohl beide Werke sich mit den Fossilien von Dinosauriern beschäftigen, sind sie thematisch ansonsten sehr unterschiedlich aufgebaut; in der Veröffentlichung wurde Dragon Teeth als „Ursprung von Jurassic Park“ bezeichnet und auch entsprechend beschrieben, die deutsche Übersetzung trägt den Untertitel „Wie alles begann“.

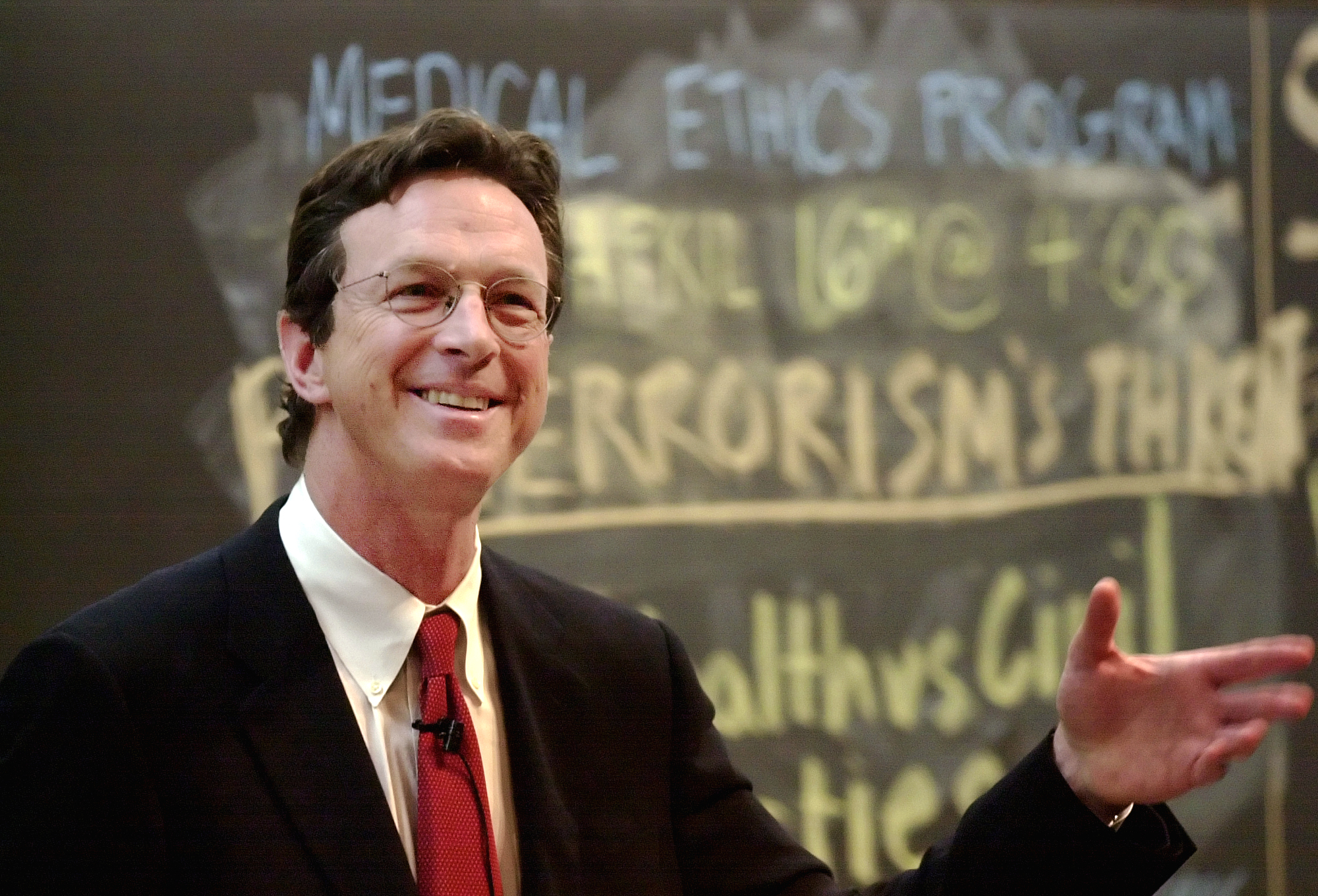
Michael Crichton (2002)

In dem Roman veröffentlicht ist eine Anmerkung von Michael Crichton zu dem Manuskript, in dem er die Entstehung schilderte. Demnach basiert der Roman tatsächlich auf der realen Auseinandersetzung zwischen Cope und Marsh. Der Text entstand auf Anregung des Paläontologen und Kurators Edwin Harris Colbert am American Museum of Natural History, der Crichton auf die „Bone Wars“ hinwies und einen Roman über die beiden Kontrahenten vorschlug. Crichton nutzte neben dessen Hinweisen vor allem  die Beschreibung der Expedition von Cope von Charles Hazelius Sternberg in dessen The Life of a Fossil Hunter und konstruierte darum die fiktive Geschichte von William Johnson. Nach seiner Darstellung beruhen alle dargestellten historischen Ereignisse des Jahres 1876 auf historischen Fakten mit Ausnahme der Expedition von Marsh, der in diesem Jahr nicht mit einer Studentengruppe in den Westen reiste. Copes Expedition in dem Jahr wurde erfolgreich abgeschlossen und alle seine Fossilien wurden über den Missouri nach Philadelphia gebracht. Nach Sternberg hatte Cope tatsächlich die ersten Zähne des Brontosaurus gefunden, der jedoch im Jahr 1879 von Marsh beschrieben und dessen Skelett in Yale rekonstruiert wurde.
Laut einer Besprechung des Romans im Deutschlandfunk Kultur ist Dragon Teeth „eine gewagte Mischung aus Western und Wissenschaftsthriller“. Die Autorin Irene Binal resümiert: „Perfekt ist all das nicht, auch wenn Crichton mit viel Humor und Engagement erzählt. Die Figuren bleiben eher blass, geschichtliche Exkurse sind überlang geraten und der Handlung fehlt es bei aller Spannung an Tiefe. Lesenswert ist „Dragon Teeth“ dennoch: als früher Wissenschaftsthriller eines Autors, der dieses Genre immerhin mitbegründet hat, und als rasante Abenteuerstory, die einige Stunden Lesespaß garantiert.“

## Ausgaben
Der Roman Dragon Teeth wurde 2017 posthum aus dem Nachlass von Michael Crichton bei HarperCollins in New York City veröffentlicht. 2018 erschien das Buch als deutsche Übersetzung von Klaus Berr beim zur Verlagsgruppe Random House gehörenden Karl Blessing Verlag in München.
Textausgaben
- Michael Crichton: Dragon Teeth. HarperCollins, New York 2017, ISBN 978-3-89667-623-8.
- Michael Crichton: Dragon Teeth. Wie alles begann. Übersetzung von Klaus Berr, Karl Blessing Verlag, München 2018, ISBN 978-3-89667-623-8.

## Belege
1. 1 2 3 4 5  Inhaltdarstellung auf der Basis von: Michael Crichton: Dragon Teeth. Wie alles begann. Übersetzung von Klaus Berr, Karl Blessing Verlag, München 2018, ISBN 978-3-89667-623-8.
2. ↑  Matt Margini: The “Westworld” Echoes of Michael Crichton’s Posthumous “Dragon Teeth”. The New Yorker, 6. Juli 2017; abgerufen am 1. Oktober 2019.
3. 1 2 3  Michael Crichton: „Anmerkung des Autors.“ In: Dragon Teeth. Wie alles begann. Übersetzung von Klaus Berr, Karl Blessing Verlag, München 2018, ISBN 978-3-89667-623-8; S. 311–313.
4. 1 2  Irene Binal: Michael Crichton: „Dragon Teeth – Wie alles begann“. Rasante Abenteuerstory über die „Knochenkriege“ auf deutschlandfunkkultur.de, 6. Oktober 2018; abgerufen am 1. Oktober 2019.